# Uribarri (barri)

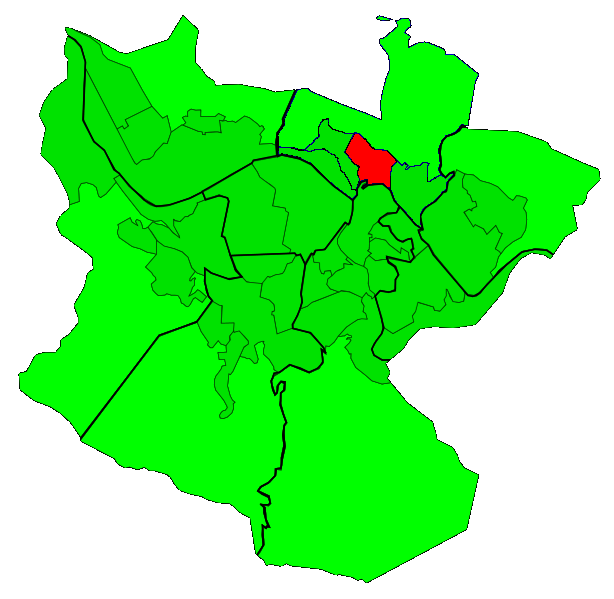
Ubicació d'Uribarri

Uribarri és un barri de Bilbao dins el districte d'Uribarri. Té una superfície de 32,43 hectàrees i una població de 14,048 habitants. Està situat a l'est de la ria de Bilbao, entre els barris de Matiko i Zurbaran.

## Transports
Bilbobus ofereix catorze línies el comuniquen amb altres barris i el centre de Bilbao. Onze d'aquestes línies corresponen als autobusos ordinaris, dos autobusos i una nit.
| Línia | Recorregut                      | Freqüència (minuts)           |
| ----- | ------------------------------- | ----------------------------- |
| 03    | Plaza Biribila - Otxarkoaga     | 10´                           |
| 13    | San Inazio - Txurdinaga         | 12´                           |
| 22    | Sarrikue - Atxuri               | 15´ (12´ entre 12:30 i 15:00) |
| 26    | Uribarri - Basurtu/Termibus]    | 15´                           |
| 27    | Arabella - Betolatza            | 15´                           |
| 30    | Txurdinaga - Miribilla          | 15´                           |
| 38    | Otxarkoaga - Basurtu/Termibus   | 15´                           |
| 40    | Santutxu - Plaza Biribila       | 12´                           |
| 48    | Santutxu - Basurtu/Ospitalea    | 15´                           |
| 62    | Basurtu/Termibus - Arabella     | 20´                           |
| 72    | Larraskitu - Castaños/Gazteleku | 12´                           |
| A1    | Jasokunde - Plaza Biribila      | 60´                           |
| A5    | Prim - Plaza Biribila           | 30´                           |
| G2    | Otxarkoaga - Plaza Biribila     | 30´                           |

Hi ha una estació de la línia d'Euskotren de Txorierri (Bilbao - Lezama). I pròximament hi haurà una estació de la Línia 3 del metro de Bilbao.